# Campeonato Argentino de Futebol de 1939
O Campeonato Argentino de Futebol de 1939, originalmente denominado Copa Campeonato de 1939, foi a nona temporada da era profissional da Primeira Divisão do futebol argentino. O certame foi disputado em dois turnos de todos contra todos, entre 19 de março e 3 de dezembro. O Independiente sagrou-se campeão argentino, pela quarta vez.

## Participantes
| Equipe               | Cidade       |
| -------------------- | ------------ |
| Atlanta              | Buenos Aires |
| Argentino de Quilmes | Quilmes      |
| Boca Juniors         | Buenos Aires |
| Chacarita Juniors    | Buenos Aires |
| Estudiantes          | La Plata     |
| Ferro Carril Oeste   | Buenos Aires |
| Gimnasia y Esgrima   | La Plata     |
| Huracán              | Buenos Aires |
| Independiente        | Avellaneda   |
| Lanús                | Lanús        |
| Newell's Old Boys    | Rosario      |
| Platense             | Buenos Aires |
| Racing Club          | Avellaneda   |
| River Plate          | Buenos Aires |
| Rosario Central      | Rosario      |
| San Lorenzo          | Buenos Aires |
| Tigre                | Victoria     |
| Vélez Sarsfield      | Buenos Aires |

## Classificação final
| Pos | Equipes                 | J  | V  | E | D  | GM  | GS  | Pts |
| --- | ----------------------- | -- | -- | - | -- | --- | --- | --- |
| 1   | Independiente           | 34 | 27 | 2 | 5  | 103 | 37  | 56  |
| 2   | River Plate             | 34 | 23 | 4 | 7  | 100 | 43  | 50  |
| 3   | Huracán                 | 34 | 23 | 4 | 7  | 97  | 56  | 50  |
| 4   | Newell's Old Boys       | 34 | 17 | 9 | 8  | 77  | 44  | 43  |
| 5   | San Lorenzo             | 34 | 19 | 4 | 11 | 85  | 55  | 42  |
| 6   | Boca Juniors            | 34 | 17 | 6 | 11 | 64  | 40  | 40  |
| 7   | Racing Club             | 34 | 16 | 6 | 12 | 75  | 54  | 38  |
| 8   | Chacarita Juniors       | 34 | 14 | 6 | 14 | 61  | 54  | 34  |
| 8   | Estudiantes (LP)        | 34 | 14 | 6 | 14 | 71  | 65  | 34  |
| 8   | Vélez Sarsfield         | 34 | 14 | 6 | 14 | 56  | 66  | 34  |
| 11  | Rosario Central         | 34 | 14 | 5 | 15 | 59  | 68  | 33  |
| 12  | Lanús                   | 34 | 14 | 2 | 18 | 91  | 85  | 30  |
| 12  | Tigre                   | 34 | 13 | 4 | 17 | 56  | 79  | 30  |
| 14  | Platense                | 34 | 11 | 7 | 16 | 65  | 72  | 29  |
| 15  | Gimnasia y Esgrima (LP) | 34 | 10 | 8 | 16 | 50  | 82  | 28  |
| 16  | Atlanta                 | 34 | 8  | 6 | 20 | 56  | 93  | 22  |
| 17  | Ferro Carril Oeste      | 34 | 4  | 7 | 23 | 52  | 112 | 15  |
| 18  | Argentino de Quilmes    | 34 | 0  | 4 | 30 | 35  | 148 | 4   |

|  |            |
|  | Campeão.   |
|  | Rebaixado. |

## Premiação
| Campeonato Argentino de Futebol de 1939 |
| --------------------------------------- |
| Independiente Campeão (4° título)       |

## Goleadores
| Jogador   | Jogador             | Gols | Equipe        |
| --------- | ------------------- | ---- | ------------- |
| Paraguai  | Arsenio Erico       | 40   | Independiente |
| Espanha   | Isidro Lángara      | 34   | San Lorenzo   |
| Argentina | Luis Arrieta        | 31   | Lanús         |
| Argentina | Herminio Masantonio | 28   | Huracán       |
| Argentina | Emilio Baldonedo    | 26   | Huracán       |